# Мандалайский технологический университет
Мандалайский технологический университет (бирм.  မန္တလေး နည်းပညာ တက္ကသိုလ်) — государственное высшее учебное заведение, расположенное в городе Мандалай, Мьянма (ранее Бирма).

## История
Основан, как Мандалайский технологический институт 1 октября 1991 года и стал вторым инженерно-технологическим университетом в Мьянме после Янгонского технологического института (ныне Янгонский технологический университет). Нынешний статус получил в 1993 года, поменял название в 1998 году.

## Структура
- Департамент/отдел авиакосмической техники
  - Специальности: Аэронавигационная и аэрокосмическая техника
- Отдел архитектуры
  - Специальности: Архитектура
- Отдел биотехнологии
  - Специальности: биотехнология
- Химический факультет
  - Специальности: Химическая инженерия
- Инженерно-строительный отдел
  - Специальности: Гражданское строительство
- Отдел электроэнергетики
  - Специальности: Электротехника, Энергетика
- Отдел электронной техники
  - Специальности: Электронная инженерия
- Департамент информационных технологий
  - Специальности: Информационные технологии
- Машиностроительный факультет
  - Специальности: Механическая инженерия
- Мехатронический инженерный факультет
  - Специальности: Электронная инженерия, Механическая инженерия
- Металлургический факультет
  - Специальности: Металлургическое машиностроение
- Горнотехническое управление
  - Специальности: Горное дело
- Нефтегазовый инженерный департамент
  - Специальности: Нефтегазовая промышленность
- Отдел дистанционного зондирования
  - Специальности: Геодезия и картография
- Отдел текстильного машиностроения
  - Специальности: Текстильная технология

Две трети из почти 7500 студентов, окончивших университет с 1997 по 2004 год, получили степень бакалавра, а 7,3% - магистра.